# Valenticarbo praetermissus
Valenticarbo praetermissus — викопний вид сулоподібних птахів родини бакланових (Phalacrocoracidae), що існував на межі пліоцену та плейстоцену в Південній Азії. Описаний у 1979 році американським палеонтологом Коліном Гаррісоном з решток дуже пошкодженої цівки, які виявили ще у XIX столітті у формації Шивалік на півночі Індії. Сама скам'янілість, очевидно, втрачена, що робить рід nomen dubium.